# Slovačka softbolska reprezentacija
Slovačka softbolska reprezentacija predstavlja državu Slovačku u športu softbolu.
Krovna organizacija: 

## Sudjelovanja na EP
- Prag 1993.: 4.
- Hørsholm 1995.: 4.
- Bussum 1997.: nisu sudjelovali
- Prag 1999.: nisu sudjelovali
- Antwerpen/Anvers 2001.: nisu sudjelovali
- Chočen 2003.: 6.
- Nijmegen 2005.: 5.
- Beveren 2007.: 5.